# Pityrocarpa
Pityrocarpa là một chi thực vật có hoa trong họ Đậu.